# Falco 3
Falco 3 ist das dritte Studioalbum des österreichischen Musikers Falco. Nach dem mäßigen Erfolg des Vorgängers Junge Roemer bestand das Album fast ausschließlich aus von Popmusik geprägten Titeln. Falco 3 war Falcos einziges Album, welches in die britischen Charts kam. Außerdem schaffte es das Album in den USA auf Platz 3 der Billboard 200 und auf den 18. Platz der R&B-Albumcharts.

## Hintergrund
Nachdem seine ersten beiden Alben von Robert Ponger produziert worden waren, wurde Falco 3 von den niederländischen Produzenten Rob und Ferdi Bolland produziert. Bis zur Fertigstellung des Albums im Sommer 1985 dauerte es zwei Monate. Falco musste Without You, einen seiner selbst komponierten Songs, vom Album aussortieren. Falco sang Without You jedoch auf mehreren Konzerten seiner Promo-Tour und kündigte an: „Dieser Song ist für euch, der kommt auf die 3er LP“. Jedoch konnte er dieses Versprechen aufgrund der Ansichten seiner Plattenfirma nicht einhalten.
Die erste Promo-Single Rock Me Amadeus wurde bereits vor Charteintritt medial als Song mit internationalem Format angesehen und stieg sofort auf Platz 1 der österreichischen Charts. Im Sommer 1985 trug Falco auf einer Promo-Tour erstmals Songs aus dem neuen Album vor. Einer der Höhepunkte war der Auftritt auf den Wiener Festwochen zwischen dem Rathaus und Burgtheater.

## Titellisten vonFalco 3und den 25th Anniversary Editions
| #  | Falco 3                                       | #  | Falco 3 [25th Anniversary Edition] | #  | Falco 3 [25th Anniversary Deluxe Edition] |
| -- | --------------------------------------------- | -- | ---------------------------------- | -- | ----------------------------------------- |
| 1  | Rock Me Amadeus                               | 11 | Jeanny                             | 11 | Jeanny                                    |
|    | The Gold Mix                                  |    | Hurts&Falco                        |    | Hurts&Falco                               |
| 2  | America                                       | 12 | Without You                        | 12 | Without You                               |
|    | The City of Grinzing Version Mix              |    | Demo Version                       |    | Demo Version                              |
| 3  | Tango the Night                               | 13 | Rock Me Amadeus                    | 13 | Rock Me Amadeus                           |
|    | The Heart Mix                                 |    | Extended Version                   |    | Extended Version                          |
| 4  | Munich Girls (Lookin’ for Love)               | 14 | Vienna Calling                     | 14 | Vienna Calling                            |
|    | Just Another Paid One                         |    | Tourist Version                    |    | Tourist Version                           |
| 5  | Jeanny                                        | 15 | Männer des Westens                 | 15 | Männer des Westens                        |
|    | Sus-Mix-Spect Crime Version                   |    | Extended Version                   |    | Extended Version                          |
| 6  | Vienna Calling                                | 16 | Urban Tropical                     | 16 | Urban Tropical                            |
|    | Wait for the Extended Mix                     |    | Extended Version                   |    | Extended Version                          |
| 7  | Männer des Westens – Any Kind of Land         | 17 | Rock Me Amadeus                    | 17 | Rock Me Amadeus                           |
|    | Wilde Bube Version                            |    | The Falco Biography Mix            |    | The Falco Biography Mix                   |
| 8  | Nothing Sweeter Than Arabia                   |    |                                    | 18 | The Making-of Legendary Falco-3-Videos    |
|    | The Relevant Madhouse Danceteria Jour-fix-mix |    |                                    |    | DVD                                       |
| 9  | Macho Macho                                   |    |                                    |    |                                           |
|    | Sensible Boy’s Song                           |    |                                    |    |                                           |
| 10 | It’s All Over Now, Baby Blue                  |    |                                    |    |                                           |
|    | No Mix                                        |    |                                    |    |                                           |

### Rock Me Amadeus
Die erste Singleauskopplung aus Falco 3 war Rock Me Amadeus. Sie platzierte sich im Mai 1985 erfolgreich in den Hitparaden. Nach dem großen Erfolg auf dem deutschsprachigen Markt wurde das Album weltweit veröffentlicht und fand großen Anklang. Im März 1986 erreichte Rock Me Amadeus Nummer 1 der Charts der USA und Großbritannien. Es ist der bis dato einzige deutschsprachige Song, der in den US-Billboard Hot 100 Platz 1 erreichte. Für Falco stellte dies eine Belastung dar, da er der Meinung war, er werde von nun an am Erfolg von Rock Me Amadeus gemessen. Im Sommer 1985 erschien die zweite Singleauskopplung Vienna Calling, mit der Falco ebenso in den USA als auch europaweit Erfolg verbuchen konnte.

### Jeanny
Der Titel Jeanny wurde Ende 1985 veröffentlicht und stieg Anfang 1986 auf Platz 1 der deutschen, österreichischen und Schweizer Charts. Über die Handlung des Songs wurden hitzige Diskussionen ausgetragen. Vielfach wurden der Text und das Musikvideo als gewaltverherrlichend bezeichnet, da beide Elemente auf eine Tötung Jeannys hindeuteten. Die Tötung Jeannys wird aber im Musikvideo nicht dargestellt. Am Ende des Videos neckt Jeanny Falco – dies ist jedoch ein Beweis, dass die imaginäre Figur Jeanny lebt. Aufgrund der Proteste boykottierten sämtliche Musiksender das Video und es wurde nicht mehr ausgestrahlt. Falco beteuerte, dass es sich bei dem Lied um eine Ballade handle und nicht um einen Aufruf zur Tötung junger Mädchen. Trotz Allem verkaufte sich die Single alleine in Deutschland 2,5 Millionen Mal und der Song blieb zwei Monate auf Platz 1.

## Technischer Fehler beim Mastering der CD
Die CD-Version dieses Albums enthält (bis auf die deutsche Teldec-Erstauflage und die amerikanische, englische und japanische Version) einen Fehler bei dem Lied It’s All Over Now, Baby Blue. Während die Originallaufzeit dieses Titels bei 4:41 Minuten liegen sollte, dauert das Lied bei der CD-Ausgabe über 5 Minuten (nur bei der 1. Pressung von 1985 und der 2. Pressung von 1987 ist die Laufzeit korrekt). Der Grund liegt in einer Schleife, die bei einem fehlerhaften Mastering übersehen wurde. So werden nach genau 2:09 Minuten die letzten 25 Sekunden wiederholt. Die Best-of-Compilation Hoch wie nie vermeidet diesen Fehler, indem sie diesen Song in einem neuen, bis zum Erscheinungsdatum 2007 unveröffentlichten „Rough Mix“ anbietet. Die Falco 3 – 25th Anniversary Edition enthält anstatt des fehlerhaften Songs den richtig gemasterten, im Jahr 1985 aufgenommenen Song.

## Singleauskopplungen
| Jahr | Titel           | Höchstplatzierung, Gesamtwochen, AuszeichnungChartplatzierungen (Jahr, Titel, , Platzierungen, Wochen, Auszeichnungen, Anmerkungen) | Höchstplatzierung, Gesamtwochen, AuszeichnungChartplatzierungen (Jahr, Titel, , Platzierungen, Wochen, Auszeichnungen, Anmerkungen) | Höchstplatzierung, Gesamtwochen, AuszeichnungChartplatzierungen (Jahr, Titel, , Platzierungen, Wochen, Auszeichnungen, Anmerkungen) | Höchstplatzierung, Gesamtwochen, AuszeichnungChartplatzierungen (Jahr, Titel, , Platzierungen, Wochen, Auszeichnungen, Anmerkungen) | Höchstplatzierung, Gesamtwochen, AuszeichnungChartplatzierungen (Jahr, Titel, , Platzierungen, Wochen, Auszeichnungen, Anmerkungen) | Anmerkungen                                                                              |
| Jahr | Titel           | DE | AT | CH | UK | US | Anmerkungen                                                                              |
| ---- | --------------- | --- | --- | --- | --- | --- | ---------------------------------------------------------------------------------------- |
| 1985 | Rock Me Amadeus | DE1 Gold · (23 Wo.)DE | AT1 (24 Wo.)AT | CH2 (20 Wo.)CH | UK1 Gold · (15 Wo.)UK | US1 (17 Wo.)US | Erstveröffentlichung: Mai 1985 Auch Platz 4 der US-Dance- und Platz 6 der US-R&B-Charts. |
| 1985 | Vienna Calling  | DE4 (19 Wo.)DE | AT3 (16 Wo.)AT | CH7 (11 Wo.)CH | UK10 (9 Wo.)UK | US18 (14 Wo.)US | Erstveröffentlichung: September 1985                                                     |
| 1985 | Jeanny, Part I  | DE1 Gold · (21 Wo.)DE | AT1 (19 Wo.)AT | CH1 (16 Wo.)CH | UK68 (4 Wo.)UK | — | Erstveröffentlichung: Dezember 1985                                                      |

## Rezeption

### Chartplatzierungen
| ChartsChartplatzierungen       | Höchstplatzierung | Wochen |
| ------------------------------ | ----------------- | ------ |
| Deutschland (GfK)              | 2 (33 Wo.)        | 33     |
| Österreich (Ö3)                | 1 (53 Wo.)        | 53     |
| Schweiz (IFPI)                 | 1 (24 Wo.)        | 24     |
| Vereinigte Staaten (Billboard) | 3 (27 Wo.)        | 27     |
| Vereinigtes Königreich (OCC)   | 32 (15 Wo.)       | 15     |

| ChartsJahrescharts (1986) | Platzierung |
| ------------------------- | ----------- |
| Deutschland (GfK)         | 16          |
| Österreich (Ö3)           | 3           |
| Schweiz (IFPI)            | 17          |

### Auszeichnungen für Musikverkäufe
| Land/Region        | Auszeichnungen für Musikverkäufe (Land/Region, Auszeichnung, Verkäufe) | Verkäufe |
| ------------------ | ---------------------------------------------------------------------- | -------- |
| Deutschland (BVMI) | Platin                                                                 | 500.000  |
| Österreich (IFPI)  | Platin                                                                 | 100.000  |
| Schweiz (IFPI)     | Gold                                                                   | 25.000   |
| Insgesamt          | 1× Gold · 2× Platin ·                                                  | 625.000  |